# Паланка (Калараський район)
Паланка (рум. Palanca) — село у Калараському районі Молдови. Входить до складу комуни, адміністративним центром якої є село Гиржаука.

## Населення
За даними перепису населення 2004 року у селі проживали 956 осіб.
Національний склад населення села:
| Національність       | Кількість осіб | Відсоток |
| -------------------- | -------------- | -------- |
| українці             | 775            | 81,1%    |
| молдавани            | 148            | 15,5%    |
| росіяни              | 22             | 2,3%     |
| цигани               | 6              | 0,6%     |
| гагаузи              | 1              | 0,1%     |
| болгари              | 1              | 0,1%     |
| інша / без відповіді | 3              | 0,3%     |
| Всього               | 956            | 100%     |